# Andrés Moisés Mba Ada
Andrés Moisés Mba Ada (Nkomo Odjap, Micomeseng, 28 de desembre de 1928-Getafe, Madrid, 15 de novembre de 2006), va ser un polític equatoguineà.

## Biografia
Va néixer el 28 de desembre de 1928 en el poblat de Nkomo Odjap del districte de Micomeseng.
En 1948 va ingressar en la Guàrdia Colonial aconseguit el grau de Caporal Primer, màxim grau militar al que podia accedir un indígena en aquella època. Va abandonar la seva carrera militar en 1953 i es va dedicar als negocis. En 1960, després de la provincialització dels Territoris Espanyols del Golf de Guinea, va ser nomenat vicepresident de la Diputació Provincial de Riu Muni i amb la proclamació de l'autonomia en 1964, va ascendir a President d'aquesta diputació, càrrec que va exercir en paral·lel al de Procurador en les Corts Espanyoles. En 1966 va assumir la presidència de la Unió Territorial de Cooperatives del Camp de Riu Muni (UTECO) i posteriorment la de l'Institut de Foment Agrícola de Guinea Equatorial (INFOGE).
Va participar activament durant la Conferència Constitucional de Guinea Equatorial de 1967, com a membre del MUNGE. Va formar part de la facció d'aquest partit que es va integrar en el "Secretariat Conjunt", coalició que va recolzar a Francisco Macías Nguema en les Eleccions generals de Guinea Equatorial de 1968. Andrés Moisés va formar part de la llista parlamentària del MUNGE per a aquelles eleccions, però no va ser elegit com a diputat de l'Assemblea Nacional.
Després de la independència va ser nomenat President del Consell d'Estat de la República, el tercer càrrec més important del país després del president Macías i el vicepresident Edmundo Bossio Dioko. Va mantenir en aquest període estretes relacions amb l'advocat espanyol Antonio García Trevijano.
Després del fallit intent de cop d'estat de 1969 encapçalat per Atanasio Ndongo va sofrir persecució i va ser detingut per ordre de Macías en 1970. L'any 1974 es va exiliar en Ginebra (Suïssa), on va ser un dels fundadors de la Aliança Nacional per a la Restauració Democràtica (ANRD).
Va tornar a Guinea Equatorial en 1981 esperant reprendre la seva carrera empresarial, però va ser involucrat en un suposat intent de cop d'estat contra Teodoro Obiang Nguema. Va aconseguir escapar del país abans de ser detingut i va partir novament a l'exili, refugiant-se aquesta vegada a Madrid (Espanya). Va ser jutjat en rebel·lia i condemnat a 20 anys de presó. El govern guineà va exigir al govern espanyol la seva extradició, però aquesta va ser negada.
Després de la proclamació del multipartidisme a Guinea Equatorial en 1992, va ser convençut per tornar al país per presidir el partit Unió Popular (UP). Va arribar a Malabo el 22 d'agost de 1993. Va ser el candidat de la Unió Popular a les Eleccions presidencials de Guinea Equatorial de 1996, però es va retirar al costat dels altres candidats de l'oposició a Teodoro Obiang al·legant frau en el procés. Així i tot, va obtenir el 0,6% dels vots.
Exiliat novament a Espanya, va morir el 15 de novembre de 2006 en un hospital de Getafe, víctima d'un vessament cerebral.